# نیکلاس پریا
نیکلاس پریا رئیس مجلس ملی سیشل است. او یک مهندس و عضو حزب ملی سیشل می‌باشد.
پریا اولین بار در سال ۲۰۰۲ به عنوان نماینده مجلس ملی انتخاب شد. او در مارس ۲۰۱۸ به عنوان رئیس مجلس ملی سیشل انتخاب شد و تا ۲۹ اکتبر ۲۰۲۰ در این سمت خدمت کرد. پریا تا زمان استعفایش در ۱۷ فوریه ۲۰۲۰، دبیرکل حزب ملی سیشل بود.